# Laverdines
Laverdines település Franciaországban, Cher megyében. Lakosainak száma 36 fő (2018. január 1.). Laverdines Bengy-sur-Craon, Chassy, Nérondes, Saligny-le-Vif és Villequiers községekkel határos.

## Népesség
A település népessége az elmúlt években az alábbi módon változott:
| Lakosok száma | 102  | 58   | 58   | 43   | 43   | 58   | 52   | 46   | 42   | 36   |
|               | 1968 | 1975 | 1982 | 1999 | 2006 | 2011 | 2013 | 2016 | 2017 | 2018 |